# 冬眠
冬眠（とうみん、英: hibernation）とは、狭義には恒温動物である哺乳類と鳥類の一部が活動を停止し、体温を低下させて食料の少ない冬季間を過ごす生態のことである。広義では変温性の魚類、両生類、爬虫類、昆虫などの節足動物や陸生貝などの無脊椎動物が冬季に極めて不活発な状態で過ごす「冬越し」のことも指す。

## 冬眠する哺乳類の種類

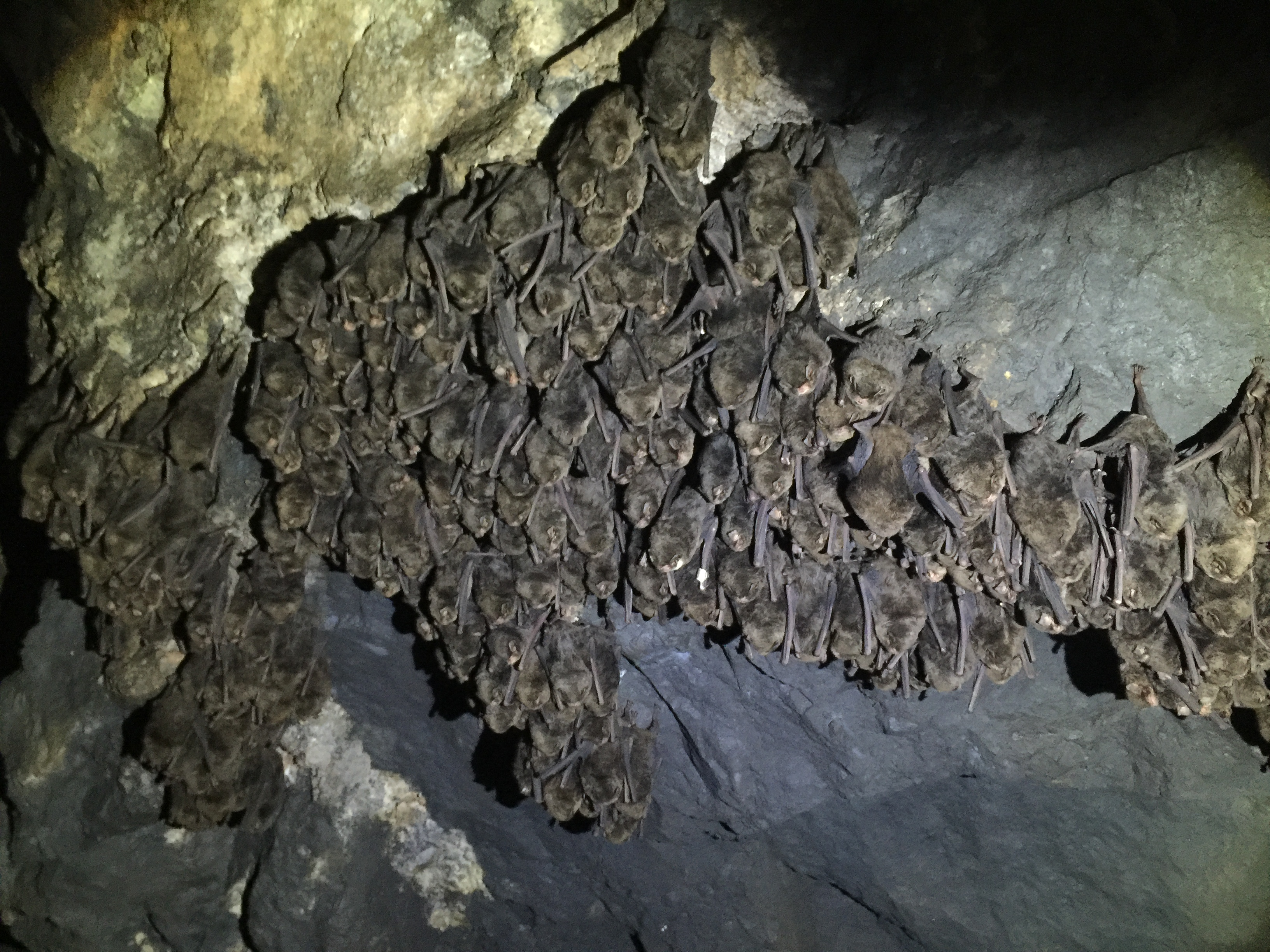
鉱山の坑道で冬眠しているコウモリ

哺乳類の18目約4,070種のうち7目183種が冬眠することで知られている。このことから冬眠は一部の哺乳類の特殊な適応ではなく食料の少ない冬をやり過ごすための普遍的なシステムと捉えるべきである。下に冬眠する哺乳類の種を挙げた。冬眠する動物のサイズは、体重が10gに満たない小型のコウモリから体重数百kgになるホッキョクグマまで幅広い。
| 目     | 科                   | 種数 | 代表的な種                               |
| ------ | -------------------- | ---- | ---------------------------------------- |
| 単孔目 | ハリモグラ科         | 1種  | ハリモグラ                               |
| 有袋類 | ブーラミス科         | 5種  | フクロヤマネ                             |
| 有袋類 | ミクロビオテリウム科 | 1種  | チロエオポッサム                         |
| 食虫目 | ハリネズミ科         | 4種  | ナミハリネズミ                           |
| 食虫目 | テンレック科         | 5種  | テンレック                               |
| 翼手目 | ヒナコウモリ科       | 47種 | オオホオヒゲコウモリ                     |
| 翼手目 | キクガシラコウモリ科 | 7種  | キクガシラコウモリ                       |
| 翼手目 | カグラコウモリ科     | 1種  | カグラコウモリ                           |
| 翼手目 | オヒキコウモリ科     | 2種  | オヒキコウモリ                           |
| 霊長目 | コビトキツネザル科   | 3種  | フトオコビトキツネザル                   |
| 齧歯目 | リス科               | 58種 | オジロプレーリードッグ、シベリアシマリス |
| 齧歯目 | ポケットマウス科     | 8種  | ヒメポケットマウス                       |
| 齧歯目 | ネズミ科             | 6種  | ゴールデンハムスター                     |
| 齧歯目 | トビネズミ科         | 23種 | モリオナガネズミ                         |
| 齧歯目 | ヤマネ科             | 7種  | ヤマネ                                   |
| 食肉目 | イタチ科             | 1種  | アナグマ                                 |
| 食肉目 | クマ科               | 4種  | ツキノワグマ、ホッキョクグマ（メスのみ） |

## 用語
深冬眠
低体温・不動状態で冬眠する状態。
餌貯蔵型冬眠動物
時々起きて、貯蔵した食料を食べる動物。
脂肪貯蔵型冬眠動物
体内の脂肪を使用して冬眠を乗り切る動物。
義務的冬眠動物（obligate hibernators）
毎年、義務的に冬眠する動物
条件的冬眠動物（日和見的冬眠動物）（facultative hibernators）
冬以外でも寒くなると冬眠状態に入る動物で、ハムスターなどが該当する。

## 小型哺乳類の冬眠
シベリアシマリスの冬眠の調査では、冬眠中のエネルギー消費量は活動期の13%まで低下し、心拍数は活動期が毎分400回に対し10回以下、呼吸は活動期が毎分200回であったものが無呼吸状態の持続もあって毎分1回から5回、体温は37℃が5℃に低下した。冬眠中の低体温は変温ではなく、一定の値に保たれる。すなわち体内のサーモスタット設定温度を切り替えた状態と言える。キンイロジリスについての研究では通常39℃の体温が冬眠中は2℃を保つように機能していた。また冬眠中であっても感覚は働いており、冬眠中のシマリスの体に強い刺激を与えたり大きな音を出すと冬眠を中断して約30分で覚醒する。

### 持続的冬眠と中途覚醒
小型の哺乳類では、冬季中に「持続的冬眠」と「中途覚醒」が交互に繰り返される。持続的冬眠とは体温を徐々に下げてゆく移行期に続く低体温が持続する安定期で、期間は種によって異なるが数日から1ヶ月続く。中途覚醒は低体温から通常の体温に戻る移行期のあとに、通常体温が持続する安定期が来る。中途覚醒時に、秋に巣の中に貯蔵していた食物を摂取する「貯食型」と、冬眠前に過食して体内に貯めた脂肪を利用する「脂肪蓄積型」がある。中途覚醒の通常体温持続時間は普通24時間以内で、この間に貯食型の種は摂食・排糞・排尿を行うが、非摂食の種は排尿だけ行う。中途覚醒時の急激な体温上昇には、通常の筋肉の不随意的収縮である「ふるえ」の場合と、冬眠動物に発達している褐色脂肪細胞における「非ふるえ産熱」によってもたらされる場合がある。
また、リスがときどき冬眠から目覚めるのは、睡眠不足を補うためであるとする説もある。この説によると冬眠と睡眠は全く別のものであり、リスは冬眠し続けると睡眠不足になってしまうので、2週間おきに冬眠から覚めて睡眠を補う。

### 冬眠の攪乱
小型ほ乳類ではエネルギー消費を抑えるために冬眠すると考えられる例があり、この場合、冬眠を妨げることは、それだけで死を招く場合がある。北アメリカでは白い鼻病によってコウモリが大量死する現象が知られている。これは真菌の寄生によるものであるが、菌がコウモリの鼻に発生すること自体は単にかゆみをもたらすだけで死に結びつくような被害は与えない。だが、それによって餌のとれない時期に冬眠を妨げられることで、コウモリはたやすく衰弱死する。

## クマの冬眠
クマの冬眠は、期間中の体温の降下度が4～6℃と小さいこと、外部からの刺激によって覚醒し易いことから、しばしば「冬ごもり」や「冬季の睡眠」と呼ばれてきた。しかし冬眠中の生理学的状態が活動期とは全く異なる状態にあり、他の冬眠動物と同じく「冬眠」と呼べる状態にあることが分かってきた。以下クマの冬眠の特徴を列記する。
- 冬眠期間中に中途覚醒しない。
- 冬眠期間中の体温は31～35℃と、通常時（37～39℃）と比べて降下度が小さい。
- 冬眠中に一切摂食・排糞・排尿を行わない。
- 妊娠したメスは冬眠期間中に分娩し、生まれた子に対し授乳を行う。

冬眠中は中途覚醒せず摂食しないため、冬眠期間中は秋に過食して体内に貯めた脂肪がエネルギー源である。日本のツキノワグマは秋にブナやミズナラなどのどんぐり類を大量に摂取して冬眠に備えるが、どんぐり類が不作の年にはえさを求めて人里に出てくることが多くなる。また冬眠中一切排尿を行わないことから、冬眠中は活動期と異なる独特のたんぱく質再生機構をもっていると考えられる。人間は長期間動かずにいると骨が退縮するが、クマは冬眠期間中は全く活動しないにもかかわらず、骨の体積は変化しない。なおクマの体温降下度が小さいのは、他の冬眠動物に比べて体の容積が大きいことと関係がある。

## 鳥類の冬眠
定常的には、アメリカに生息するプアーウィルヨタカが冬眠を行い、野外や飼育下の調査では、アメリカヨタカ・ヨーロッパヨタカ・ノドジロミミヨタカも冬眠する能力を持っていることがわかっている。

## 冬眠時の低体温で生命を維持する機構
ヒトの場合、体を強制的に冷却して30℃以下に体温を下げると、体温調節機構が機能しなくなり自力で正常体温へ復温できなくなる。体温が20℃以下に低下すると心臓が停止し致命的な結果となる。しかし冬眠する動物は0℃近い低温で生命を維持し、冬眠終了時には体に何の損傷も無く復温する。この違いの原因について、冬眠したシマリスの心筋細胞の研究から冬眠時の特異な細胞活動が明らかになった。

### 心筋細胞が働くときのイオン濃度制御
動物の細胞運動の制御は、細胞膜を通して細胞内外のイオンをやり取りして、細胞内のイオン濃度を調節して行われる。使われるイオンはカルシウムCa2+、カリウムK+、ナトリウムNa+などである。このうち心筋の収縮に直接かかわるのはカルシウムイオンCa2+であり、心筋細胞内のカルシウムイオン濃度が高くなると心筋が収縮し、濃度が下がると弛緩する。これらのイオンは細胞膜にあるイオンチャネルと呼ばれる構造と、ATPアーゼと呼ばれるイオン輸送たんぱく質によって細胞の外から内にまたは内から外に輸送される。イオンチャネルは電気的刺激やその他の刺激によって開閉するが、イオンチャネルが開いたときに特定のイオンを高濃度側から低濃度側へ通過させる。ATPアーゼは逆に特定のイオンを低濃度側から高濃度側に排出する働きをするが、この時にエネルギー（ATP）を消費する。

### 冬眠しない時期の心筋細胞の活動
カルシウムイオンは細胞外には高濃度で存在する。心筋が収縮するときはカルシウムイオンチャネルが開いてカルシウムイオンが細胞内に流入し心筋細胞内の収縮繊維に働きかけて筋肉を収縮させる。カルシウムイオンチャネルは直ちに閉じてイオンが過剰に流入しないようにしている。筋肉が収縮した後、ATPアーゼが働いて心筋細胞内に多く取り込まれたカルシウムイオンが細胞外に排出され、筋肉が弛緩する。また心筋細胞内の筋小胞体という組織はカルシウムイオンを吸収・貯蔵・排出する機能を有しており、カルシウムチャネルやATPアーゼの働きと協同して細胞内のカルシウムイオン濃度の制御を行っている。この過程は冬眠しない哺乳動物と非冬眠時のシマリスと同じように働く。
体温が下がると以上述べたイオンチャネルの開閉速度は遅くなり、ATPアーゼの働きは低下する。すなわち冬眠しない動物の体温が低下すると、一旦開いたカルシウムイオンチャネルが閉じる速度が遅くなり、心筋細胞内に通常より多くのカルシウムイオンが流れ込む。さらにカルシウムイオンを排出するATPアーゼの働きも低下しているので細胞内の過剰なカルシウムイオン排出が困難になる。細胞内に溜まったカルシウムイオンによって心筋は収縮したまま停止し、細胞内のミトコンドリアに蓄積されこれを破壊する。これが非冬眠動物が低体温になったときに直面する状況である。

### 冬眠時期のシマリスの心筋細胞の活動
冬眠時期のシマリスの心筋細胞は、非冬眠時とは下記のような異なったシステムで動く。
- カルシウムイオンチャネルは開かなくされている。
- 筋小胞体のカルシウム濃度制御機能が非常に強化されている。
- そのため心筋細胞の収縮と弛緩に際し細胞内外のカルシウムイオンの移動は無くなり、細胞内の筋小胞体から放出され/取り込まれるカルシウムイオンによって起こるイオン濃度変化によって心臓の収縮と弛緩が制御される。

このシステム変化によって低体温下でも心筋細胞内に過剰のカルシウムイオンが流入することが無くなる。その結果心臓の働きが阻害されることが無くなり、ミトコンドリアへの悪影響も発生しない。この体内システム変化は実際の冬眠が始まる前に完了しており、冬眠の季節が終わると通常のシステムに戻る。

## 「人間の冬眠」と話題に上がった事例
ヒトは冬眠しないが、極低温状態での生存例が報告されている。日本では2006年10月7日に兵庫県神戸市の六甲山で、登山者の男性が崖から転落し、骨折のため歩行不能となり、10月31日に仮死状態で発見されて救助される事故があった。当初は「焼肉のたれで生き延びた」などと報道されていたが、実際は遭難から2日後の10月9日には意識を失い、発見されるまで23日間、食物のみか水すら飲んでいなかったことが判明した。発見時には体温が約22℃という極度の低体温症で、ほとんどの臓器が機能停止状態だったが、後遺症を残さずに回復した。「いわゆる冬眠に近い状態だったのではないか」と医師が話している。
2012年2月17日、スウェーデン北部の林道で、前年の12月19日から約2カ月間、食料なしで雪に埋もれた車の中にいたという男性(45)が通行人に発見され、救出されたとロイター通信が伝えた。報道は男性が31度前後の低体温の冬眠状態になり、体力を消耗せず生存できたのではないかとの医師の見方を伝えている。
疑問視されているが、Karolina Olssonは32年間冬眠状態であったとされる。

## 備考
- SF作品に登場する人工冬眠については、コールドスリープを参照。冬眠中は脈拍等が減少する。端的にいえばそれだけ寿命が長くなるとも考えられている。また、現在不治の病とされている患者に対し、冬眠に似た状態に保つことで、将来の医学に期待する方法も模索されている。SFを題材にした小説で、良く登場する手法である。
- 冬眠の季節に入る前のシマリスは、冬眠をする場所の確保や食糧の貯蔵等で常に縄張り意識が高く、殺気立っている為、たとえ人に馴れているペットであっても秋になると野生の本能が戻り、凶暴になる場合がある（その場合、指をかまれ、爪に穴があく危険性もあるので注意が必要となる）。